# August Christian Hultgren
August Christian Hultgren (ofta förkortat A.C. Hultgren), född 19 augusti 1869 i Svinhults församling, Ydre härad, Östergötlands län, död 5 december 1961 i Hults församling, Jönköpings län, var en svensk fotograf, mest känd för sin fotodokumentation av bondekulturen i sin hembygd.

## Biografi
Hultgren föddes som den yngste i en syskonskara på tio. Föräldrarna var organisten och skolläraren Anders Johan Hultgren och Magdalena Johansdotter. Som 19-åring emigrerade han till Amerika där han arbetade hos en av sina bröder som drev en fotoateljé i Chicago. Det var där han lärde sig yrket. Han hade även en egen ateljé där han tog porträtt under en period.
Efter sju år i USA återvände Hultgren till Svinhult vid midsommaren 1896 och försörjde sig på att ta bröllops- och konfirmationskort. 1906 anställdes han som föremålsfotograf på Nordiska Museet och Livrustkammaren i Stockholm, där arbetade han fram till 1912 då han återvände till hembygden där han sedan bodde fram till sin död.

## Fotografen
I över ett halvsekel vandrade Hultgren omkring i Ydre och socknarna omkring med sin fotografiapparat. Han hade sett utvecklingen i Amerika och i storstaden. Kanske var det därför han valde att fotografera gamla torpstugor, lieslåtter, handverktyg och mjölkning. Det som var nytt och modernt intresserade honom inte och finns därför bara i undantagsfall dokumenterat. Tiden vid Nordiska Museet och den framväxande hembygdsrörelsen kan också ha förstärkt hans etnologiska intresse.
Hultgrens fotosamling med över tusen glasplåtar donerades 1959 till Östergötlands länsmuseum. Men han har även ett eget museum inhyst i Österbymo Kommunbibliotek, Hultgrensmuseet. Där finns kopior av hans foton och dessutom hans kamerautrustning.